# Jan Brzoza (pisarz)
Jan Brzoza, właśc. Józef Worobiec lub Józef Wyrobiec (ur. 10 grudnia 1900 we Lwowie, zm. 27 listopada 1971 w Myszkowie) – polski pisarz, publicysta, autor słuchowisk radiowych, działacz komunistyczny.

## Życiorys
Urodzony w rodzinie robotniczej (ojciec Antoni, matka Katarzyna lub Aniela), z wykształcenia cieśla. Większość jego twórczości miała popularną w okresie komunistycznym tematykę chłopską i robotniczą.
Debiutował w 1933 pamiętnikiem, który otrzymał IV nagrodę w konkursie na Pamiętnik bezrobotnego ogłoszony przez Instytut Gospodarstwa Społecznego w grudniu 1931 roku. Od tego czasu poświęcił się karierze literackiej. Od 1933 członek Lwowskiego Oddziału Związku Zawodowego Literatów Polskich. W 1936 wydał powieść Dzieci, opisującą środowisko lwowskich gazeciarzy, zaś w 1938 powieść Budowali gmach o budowie kamienicy czynszowej i strajku.
W latach 1939–1941 członek Związku Radzieckich Pisarzy Ukrainy. Działacz Związku Patriotów Polskich we Lwowie.
Redaktor działu kulturalnego lwowskiego „Czerwonego Sztandaru” (1944–1945). Redaktor działu kulturalnego katowickiej „Trybuny Robotniczej” (do 1947), prezes oddziału Związku Literatów Polskich (1947–1956). Poseł 1957-1961.
Był odznaczony Orderem Sztandaru Pracy II klasy.
Spoczął na cmentarzu przy ul. Francuskiej w Katowicach.

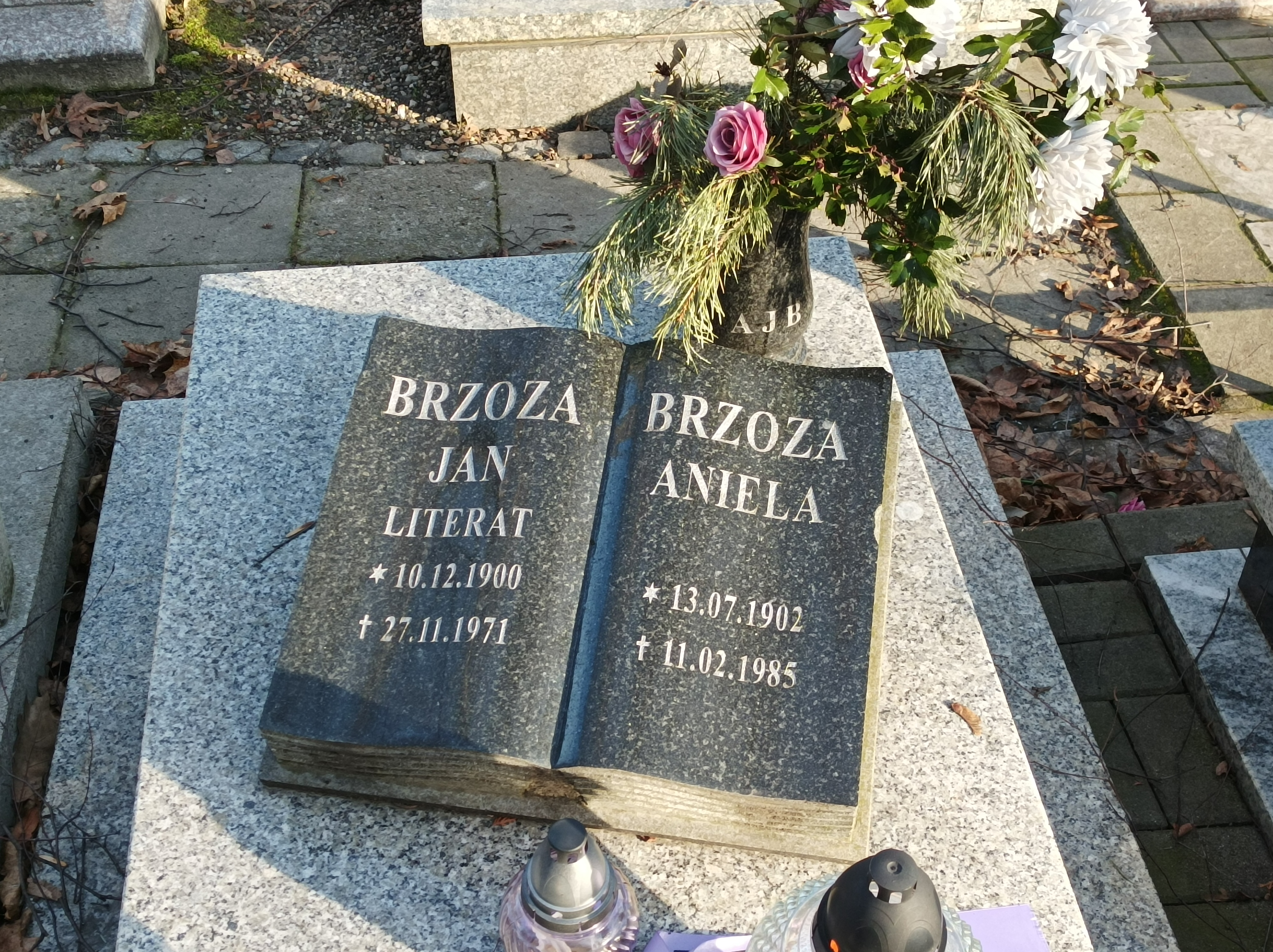
Grób Jana Brzozy na cmentarzu przy ul. Francuskiej w Katowicach

## Prace
- Pamiętnik bezrobotnego (1933)
- Dzieci (1936)
- Budowali gmach (1938)
- Szyb Zosia. Opowieść dramatyczna w 8 obrazach (1939)
- Dzwon. Dramat w 3 aktach (1946)
- Ręce i kamienie (1953)
- Dziewiąty batalion (1953)
- Powrót z niewoli (1956)
- Ziemia (1956)
- Lodzia tramwajarka (1958)
- „Wojenko, wojenko” (1959)
- Kazimierz Pułaski. Opowieść historyczna (1960)
- Ignacy Domeyko. Powieść biograficzna (1961)
- Na małym rynku (1963)
- Beskidzkie noce (1964)
- Poniewierka (1964)
- Opowiadania wybrane (1964)
- Powrót z Ameryki (1966)
- Moje przygody literackie (1967)
- Emir Rzewuski (1969)
- Przyszedł dobry dzień (1971)